# Orient Overseas Container Line

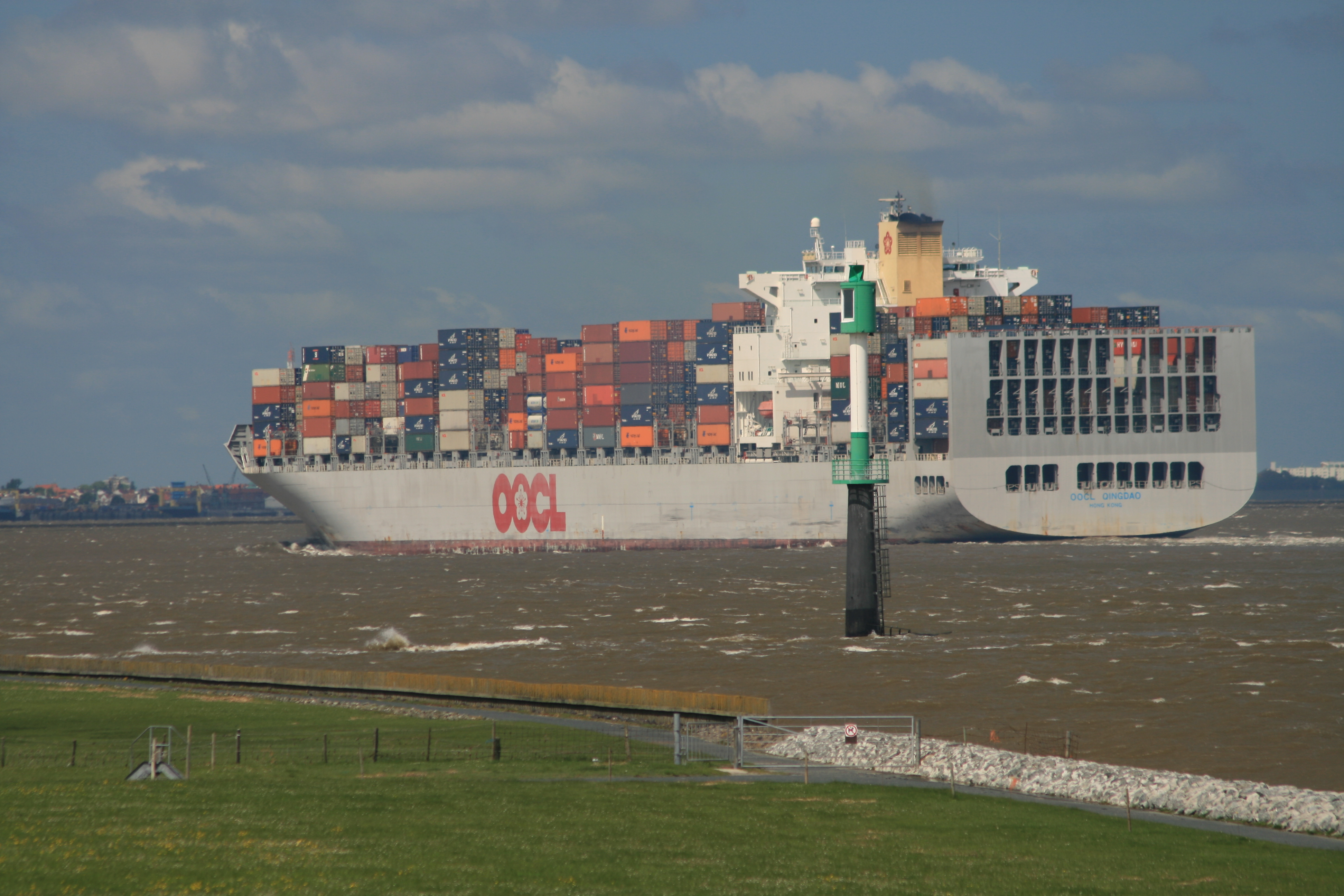
Die OOCL Qingdao beim Glameyer-Stack

Die Orient Overseas Container Line (OOCL) ist die Reederei der Orient Overseas International Ltd. (OOIL) aus Hongkong, Volksrepublik China. Das börsennotierte Unternehmen (SEHK: 0316) wurde 1947 in Shanghai von C.Y. Tung gegründet und gehört weltweit zu den größten Reedereien. OOCL bietet einen weltweiten Containertransport inklusive verschiedener Logistikdienstleistungen.
Heute ist OOCL eine der weltgrößten Schifffahrts- und Logistikfirmen mit mehr als 280 Büros in 58 Ländern in aller Welt und gehört zur Ocean Alliance. Es werden rund 4,6 Million TEU jährlich bewegt.
OOCL bietet 78 Liniendienste, die den internationalen Markt auf der nördlichen Erdhalbkugel mit einer Flotte von mehr als 270 Schiffen bedient, inklusive der Grand-Alliance-Mitgliederschiffe, Zubringer-, OOCL-eigene und eigenverwalteten Schiffen. Darin enthalten sind Schiffe verschiedener Klassen mit einer Kapazität zwischen 2500 und 21400 TEU, zum Teil mit Eisklasse für den Einsatz in eisbedeckten Gewässer.
Für Deutschland, Österreich und Osteuropa zuständig ist die Zweigniederlassung mit Hauptsitz in Bremen – die Orient Overseas Container Line Ltd. Deutschland. Zusätzlich zu den dort angestellten etwa 90 Mitarbeitern beschäftigt die OOCL (Deutschland) weitere 40 Mitarbeiter in Verkaufsniederlassungen in Hamburg, Düsseldorf, Frankfurt, Stuttgart und München.

## Liniendienste

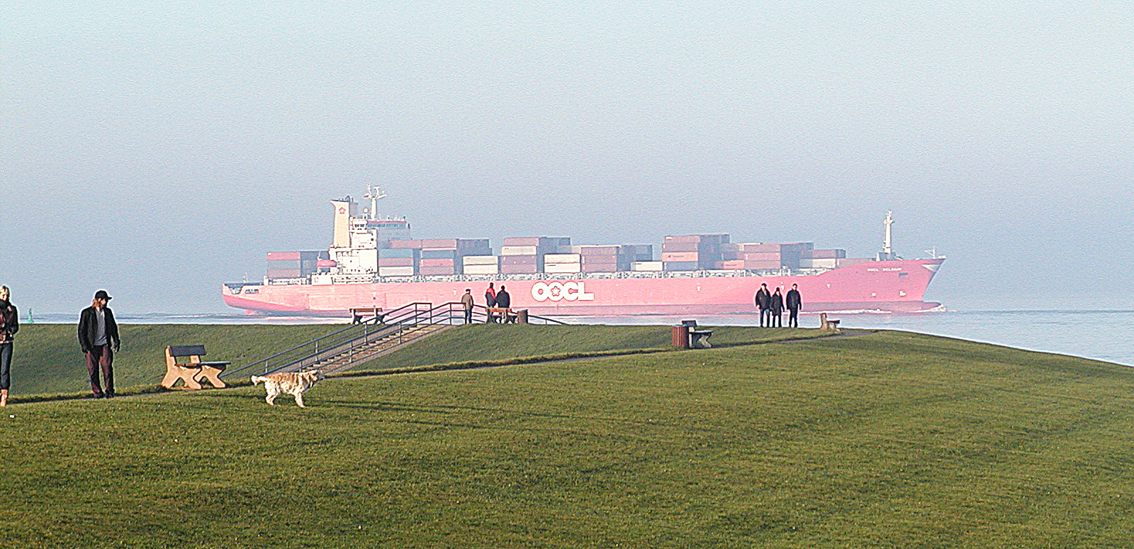
Ein Schiff der OOCL bei Otterndorf

OOCL bietet aktuell 78 wöchentliche Liniendienste weltweit. Diese verbinden Asien, Europa, Nordamerika, den Mittelmeerraum, den indischen Sub-Kontinent, den Mittleren Osten und Australien/Neuseeland. Sie bietet Transporte zu allen wichtigen Ost-West-Handels-/Wirtschaftsräumen. OOCL ist eine der führenden internationalen Transportunternehmen, die China bedienen und dort den kompletten Logistik- und Transportservice in ganz China anbieten.
Im Jahr 2018 wurden von OOCL 6,7 Millionen TEU transportiert, 2017 waren es 6,3 Mio. TEU. Der Umsatz lag 2018 bei knapp 6 Milliarden US-Dollar.

## Umweltschutz
OOCL wurde als erste Containerreederei der Welt gemäß dem „Safety, Quality and Environmental (SQE) Management System“ zertifiziert (darin enthalten sind Anforderungen ISM-Code, ISO 9001.2000 und ISO 14001). Sie hielt eine 100-prozentige Übereinstimmung mit dem „Port of Long Beach Green Flag program“ in den Jahren 2006 und 2007. OOCL spendete die dadurch erzielten Vergünstigungen in Höhe von 140.000 USD an Projekte im Raum Long Beach.
OOCL entspricht auch dem „Qualship-21“-Programm, das die Qualität der Bereederung von nicht unter US-Flagge fahrenden Schiffe untersucht und hält die starrsten Sicherheits- und Umweltschutzstandards weltweit.
OOCL führt seit 2001 ein Bunkersparprogramm durch, was ein effektiver Weg ist, um Treibhausgase (speziell CO2) zu reduzieren. Initiativen zur Verminderung des Treibstoffverbrauchs sind zum Beispiel wettergeleitete Routensysteme, um kürzeste Routen sicher befahren zu können – auf jedem Schiff die bestausgeglichenste Ladungsverteilung um ein Minimum an Ballastwasser zu erreichen – Treibstoffinjektionen und das Optimieren der Ventilsteuerung zum Erreichen bester Effektivität – Regelmäßige Wartung um speziell den Schiffsrumpf sauber zu halten von etwaigen Muschel- oder Algengewächsen, die die Reibung im Wasser und somit den Treibstoffverbrauch erhöhen würden. Die Wartung beinhaltet auch das Polieren des Propellers.

## Sicherheit
OOCL partizipiert am „Customs-Trade Partnership Against Terrorism program“ (C-TPAT). Dabei handelt es sich um eine freiwillige Regierung-zu-Wirtschafts-Initiative, um kooperative Beziehungen aufzubauen, die neben der Festigung und Verbesserung von Logistikketten auch der Steigerung der Sicherung der US-Grenzen dient.
OOCL entspricht zudem den Vorgaben des „International Ship and Port Facility Security Code (ISPS Code)“ und der „Container Security Initiative (CSI)“ sowie der „US Customs 24-Hour Advance Cargo Manifest Declaration Rule“.

## OOCL Logistics
OOCL Logistics Ltd. (OLL), der Teil der OOIL-Gruppe, der sich mit Fracht-Konsolidierung und Logistik-Dienstleistungen beschäftigt, begann 1979. Ihre Dienstleistungen ziehen sich von Konsolidierung, Verzollung, Lagerhaltung bis hin zum Logistik-Management kompletter Firmen-Abläufe.

## Geschichte
OOCL wurde 1947 in Shanghai von Tung Chao Yung, bekannter als C. Y. Tung als „Orient Overseas Line“ gegründet. C. Y. Tung träumte schon früh von der Errichtung der ersten chinesischen Handelsflotte. 1947 erfüllte sich einen Traum, als zum ersten Mal ein Schiff seiner Flotte die Atlantik-Küste Nord-Amerikas und Europa erreichte, geführt von einer rein-chinesischen Crew. Regelmäßige Ladungs- und Passagierrouten entstanden daraus unter dem Namen „Orient Overseas Line“. Im Jahr 1949 siedelte Tung, der der Kuomintang nahestand, aufgrund des Siegs der Kommunisten im Chinesischen Bürgerkrieg mit seinem Unternehmen nach Hongkong um. Mit dem Beginn der Containerisierung entstand daraus 1969 die „Orient Overseas Container Line“. Damals war OOCL die erste asiatische Reederei, die containerisierte Ladung über den Pazifik transportierte und damit das Gesicht des Handels in der Asien-Pazifik-Region maßgeblich beeinflusste.
Zu Hochzeiten unterhielt OOCL eine Schiffsflotte von über 150 Frachtschiffen mit einer Kapazität von mehr als 10 Millionen Tonnen und war damit eine der sieben weltweit führenden Reedereien. Ihr gehörte das weltweit größte, jemals gebaute Schiff, der Tanker Seawise Giant.
Zur Namensänderung in „Orient Overseas Container Line“ 1969 konnten Schiffe der „Victory-class“ 300 TEU (= 20-Fuß-Container) transportieren, weit entfernt von den heutigen Post-Panamax-Schiffen. Im April 2003 wurde mit der OOCL Shenzhen das damals größte Schiff der SX-Klasse mit 8063 TEU an OOCL ausgeliefert.
Nach dem Tod von C. Y. Tung 1982, übernahm C. H. Tung für 14 Jahre die Leitung der Orient Overseas (International) Limited (OOIL), OOCLs Mutterfirma. 1996 wurde die Leitung dann an C. C. Tung übergeben, da C. H. Tung als Gouverneur der Hong Kong Special Administrative Region erwählt wurde.
1995 schloss sich die OOCL mit der Hapag-Lloyd AG, der NYK und der MISC zur „Grand Alliance“ zusammen, dem damals größten Konsortium der Linienschifffahrt.
Im November 2016 wurde die „Ocean Alliance“ mit China COSCO Shipping Corporation, CMA CGM und Evergreen Marine gegründet.
Im Juli 2017 legte COSCO Shipping Holdings Co Ltd, ein Tochterunternehmen der China COSCO Shipping Corporation, gemeinsam mit der Shanghai International Port Group (SIPG) ein Übernahmeangebot für Orient Overseas International Ltd (OOIL) in Höhe von 6,3 Milliarden Dollar vor. Die Übernahme soll Ende Juni 2018[veraltet] abgeschlossen werden.

## Schiffe
Seit 1989 setzen sich die Namen der OOCL-eigenen oder -bereederten Schiffen aus dem vorangestellten Kürzel „OOCL“ und einem weiteren Namen zusammen.
Von 1995 bis 1999 wurden die sechs Schiffe der OOCL S-Klasse gebaut.
In den Jahren von 2003 bis 2007 setzte die Reederei mit den zwölf Schiffen der OOCL SX-Klasse von der südkoreanischen Werft Samsung Heavy Industries ihre bislang größten Einheiten in Fahrt. Die OOCL Shenzen wurde 2003 im Guinness-Buch der Rekorde als Containerschiff mit der größten deklarierten Containertragfähigkeit von 8063 TEU eingetragen.
Seit 2017 mehrere Schiffe der Reederei-eigenen OOCL G-Klasse mit 21.413 TEU. Seit Februar 2023 fährt mit der OOCL Spain das erste echte 24.000 (TEU) Schiff der Reederei.

## Sonstiges
- Im Emblem der OOCL ist die Ume-Blüte, ein Symbol Chinas, stilisiert dargestellt.
- OOCL angegliederte Unternehmen unterhalten oder betreiben Terminals in Nordamerika und Asien, namentlich: Long Beach Container Terminal in den USA und KAOCT in Kaohsiung, Taiwan.